# آلین دورک
آلین برتا دورک(۲۹ مارس ۱۹۲۰ – ۲۱ ژوئیه ۲۰۱۸) سال ۱۹۷۲ به اولین دریاسالار زن در نیروی دریایی ایالات متحده آمریکا تبدیل شد. او همچنین از سال ۱۹۷۰ تا ۱۹۷۵ مدیر نیروهای پرستاری نیروی دریایی ایالات متحده آمریکا بود. او در سال ۱۹۷۴ جایزه فارغ‌التحصیلی ممتاز دانشکده پرستاری فرانسیس پین بولتون دانشگاه کیس وسترن رزرو را دریافت کرد.

## اوایل زندگی و تحصیل
دورک در ۲۹ مارس ۱۹۲۰ در دفیانس، اوهایو، در خانواده آلبرت و اما دورک به دنیا آمد. او آموزش پرستاری را در دانشکده پرستاری بیمارستان تولدو گذراند و در سال ۱۹۴۱ دیپلم خود را از آنجا دریافت کرد.

## پیشه
در ۲۳ ژانویه ۱۹۴۳، او به‌عنوان پرچمدار در نیروهای پرستاری نیروی دریایی ایالات متحده منصوب شد. پس‌از دریافت مأموریت در سال ۱۹۴۳، او در مارس همان سال به‌عنوان پرستار بخش در مرکز پزشکی نیروی دریایی پورتسموث، پورتسموث، ویرجینیا منصوب شد. در ژانویه ۱۹۴۴، او با سمتی مشابه به بیمارستان نیروی دریایی در بتزدا، مریلند منتقل شد و در می ۱۹۴۵ به یواس‌اس بنولنس پیوست. یواس‌اس بنولنس آن کشتی که در نزدیکی آب‌سنگ حلقوی انوتاک لنگر انداخته بود، بیماران و مجروحانی را که از عملیات ناوگان سوم علیه ژاپن بازگردانده شده بودند پذیرفت. و بعداً برای آخرین حملات خود علیه دشمن به ناوگان سوم پیوست. پس‌از توقف خصومت‌ها، آن کشتی بیمارستانی در آب‌های ژاپن در نزدیکی یوکوسوکا باقی ماند تا به پردازش اسیران جنگی آزاد شده متفقین کمک کند. یواس‌اس‌اس بنولنس با سربازان مجروح در اواخر سال ۱۹۴۵ به ایالات متحده بازگشت. در ژانویه ۱۹۴۶ به بیمارستان نیروی دریایی، گریت لیکس، ایلینویز منصوب شد.
او در دانشکده پرستاری فرانسیس پی. بولتون در دانشگاه کیس وسترن رزرو، کلیولند، اوهایو تحصیل کرد و در سال ۱۹۴۸ مدرک لیسانس علوم را در مدیریت بخش و تدریس، پرستاری پزشکی و جراحی دریافت کرد. او به‌عنوان سرپرست و مربی پرستاری پزشکی در بیمارستان عمومی هایلند پارک (میشیگان) استخدام شد و تا سال ۱۹۵۱ در آنجا ماند. هنگامی که آنجا بود، او در سال ۱۹۴۸ به یک واحد ذخیره نیروی دریایی آماده در دیترویت، میشیگان پیوست.
او در ژوئن ۱۹۵۱ به‌عنوان پرستار بخش در بیمارستان نیروی دریایی، پورتسموث، ویرجینیا گزارش داد که به خدمت فعال نیروی دریایی بازگردد. او در سپتامبر ۱۹۵۱ به دانشکده نیروی دریایی ارتش، پورتسموث منتقل شد و تا اکتبر ۱۹۵۶ به‌عنوان مربی پرستاری در آنجا مشغول به کار بود، تا زمانی که او به‌عنوان هماهنگ‌کننده آموزش بین خدماتی در بیمارستان نیروی دریایی، فیلادلفیا، پنسیلوانیا انتخاب شد. از ژوئن ۱۹۵۸ تا مه ۱۹۶۱ او به‌عنوان افسر برنامه پرستاری در ایستگاه استخدام نیروی دریایی، شیکاگو، ایلینوی خدمت کرد و پس‌از آن به‌عنوان پرستار مسئول در بیمارستان ایستگاه نیروی دریایی ایالات متحده، خلیج سوبیک، جمهوری فیلیپین مشغول به کار شد. در آوریل ۱۹۶۲ او به‌عنوان دستیار پرستار ارشد در بیمارستان نیروی دریایی ایالات متحده، یوکوسوکا، ژاپن منصوب شد.
در طول دوره می ۱۹۶۳ تا ژوئن ۱۹۶۵، او افسر ارشد نیروهای پرستاری در بیمارستان ایستگاه دریایی، لانگ بیچ، کالیفرنیا بود. پس‌از انتصاب به‌عنوان رئیس شعبه پرستاری در دانشکده بیمارستان نیروی دریایی، سن دیگو، کالیفرنیا، او در می ۱۹۶۶ به‌عنوان دستیار برای استخدام پرستار در دفتر دستیار قائم‌مقام وزیر دفاع (بهداشت و پزشکی)، واشینگتن دی.سی. گزارش داد. رابط قرارگیری (نیروهای پرستاری)، دفتر پرسنل نیروی دریایی، اداره نیروی دریایی. سپس به بیمارستان نیروی دریایی، گریت لیکز بازگشت و در آنجا مدیر بخش پرستاری نیروی دریایی، دفتر پزشکی و جراحی بخش نیروی دریایی شد.
با پیشرفت تدریجی در رتبه، او در ۱ ژوئیه ۱۹۶۷ به درجه کاپیتان رسید. او در سال ۱۹۷۲ به اولین دریاسالار زن در نیروی دریایی آمریکا تبدیل شد.
دورک در سال ۱۹۷۵ بازنشسته شد. او در ۲۱ ژوئیه ۲۰۱۸ در سن ۹۸ سالگی در فلوریدا مرکزی درگذشت.

## جوایز و تزیینات
- لژیون افتخار[۳]
- مدال ذخیره نیروی دریایی
- مدال کمپین آمریکایی
- مدال کمپین آسیایی-اقیانوسیه با ستاره برنز
- مدال پیروزی جنگ جهانی دوم
- مدال خدمت نیروی دریایی، بند آسیا
- مدال خدمات دفاع ملی با ستاره برنز

دورک مدارک افتخاری زیر را نیز دریافت کرد:
- دکترای روابط انسانی از دانشگاه بولینگ گرین، ۱۹۷۳
- دکترای علوم انسانی از کالج مریمونت آرلینگتون، ویرجینیا، ۱۹۷۴
- دکترای علوم از کالج آیووا وسلیان، ۱۹۷۵
- دکترای علوم از کالج پزشکی اوهایو، ۱۹۷۶.[۳]

## ادای احترام
در سال ۲۰۱۳، کالج پرستاری دانشگاه مرکزی فلوریدا از مجسمه برنزی دورک رونمایی کرد و در آنجا به نمایش گذاشته شد. آن دانشگاه همچنین بورسیه پرستاری اعطایی آلین دورک وی‌ان‌دی را ارائه می‌دهد.

## زندگی شخصی و دوران بازنشستگی
با شنیدن ترفیع او به دریاسالار عقب از رادیو در ماشینش، یک اپراتور باجه عوارض اولین کسی بود که دورک با آن در موردش صحبت کرد. اما زمانی که او به خانه رسید، خانواده از قبل تماس گرفته بودند و مطبوعات منتظر او بودند. از آن زمان به بعد احساس کرد که نه‌تنها یک دریاسالار است، بلکه سخنگوی همه زنان نیروی دریایی است. در آن نقش، او مکرراً در حمایت از زنان نیروی دریایی خود، برای افزایش دستمزد، شرایط بهتر و استخدام پرستاران، اظهاراتی داشت. مدت کوتاهی پس‌از ارتقاء خود، او در برنامه بازی برای گفتن حقیقت ظاهر شد.
پس‌از بازنشستگی، او در اوایل دهه ۱۹۹۰ به هیئت مدیره انجمن پرستاران مهمان پیوست که بعداً در سال ۱۹۹۷ به بنیاد پرستار مهمان تبدیل شد و نزدیک به ۲۵ سال در هیئت مدیره آن خدمت کرد. هیئت مدیره صندوق کمک هزینه تحصیلی دریاسالار آلین دورک را به افتخار او در دانشگاه فلوریدا مرکزی تأسیس کرد.
گرچه او به خانواده‌اش بسیار نزدیک بود، اما هرگز ازدواج نکرد و صاحب فرزندی نشد.